# Jet Set Willy
Jet Set Willy — компьютерная игра, разработанная в 1984 году Мэттью Смитом для ZX Spectrum и впоследствии портированная на ряд других платформ.

## Игровой процесс

Игровой процесс на ZX Spectrum. Вилли в правом углу экрана

Игра является сиквелом Manic Miner. После событий предыдущей части шахтёр Вилли разбогател и купил огромный особняк. Он организовал бурную вечеринку, после которой в доме остался полный бардак. Вилли собирался лечь спать, однако его экономка Марта (по другой версии — Мария) не пустит его к кровати, пока он не наведёт порядок.
Jet Set Willy является платформером, в котором игрок исследует поместье Вилли (60 игровых экранов) и собирает предметы (83 предмета). Управление осуществляется всего тремя клавишами — "влево", "вправо" и "прыжок". Есть возможность подниматься по лестницам и верёвкам. В каждой комнате присутствуют разного рода опасности. После своей гибели Вилли возрождается в той точке, где он вошёл в комнату; если эта точка была неудачной, то игрок может оказаться в безвыигрышной ситуации, когда Вилли гибнет сразу после очередного возрождения и теряет все свои жизни одну за другой. В отличие от Manic Miner, игра имела некоторую нелинейность — игрок может сам выбирать, в каком направлении продолжать исследовать дом.
Игра могла быть модифицирована. Для неё были выпущены несколько программ-редакторов.

## Разработка и выпуск
Игру поначалу планировалось выпустить к католическому Рождеству 1983 года, но из-за большого числа количественных и качественных улучшений по сравнению с Manic Miner разработка была завершена лишь весной 1984 года.
Как и большинство компьютерных игр для ZX Spectrum, Jet Set Willy поставлялась на магнитофонной кассете. Простая перезапись содержимого кассеты позволяла получить пиратскую копию игры. Jet Set Willy стала одной из первых игр, которая была защищена от подобного копирования: вместе с кассетой в комплект поставки входил вкладыш с таблицей, состоящей из 180 ячеек разного цвета. Каждый раз по окончании загрузки у пользователя спрашивался тот или иной ряд цветов, который он должен был отыскать в таблице и ввести в компьютер, чтобы приступить к игре. Таким образом, скопировав кассету, но не имея вкладыша с таблицей игру невозможно было запустить. Тем не менее, даже несмотря на то, что в те времена цветная копировальная техника была практически недоступна в домашних условиях, обход защиты с цветовыми кодами был придуман довольно скоро.
В игре присутствует множество багов, в том числе баги, делающие невозможным прохождение игры. Для исправления этих ошибок разработчик опубликовал патч в журнале Computer and Video Games.

## Оценки и мнения
| Награды           | Награды                                             |
| Издание           | Награда                                             |
| ----------------- | --------------------------------------------------- |
| Your Sinclair     | Лучшие игры всех времен для ZX Spectrum, 32-е место |
| Retro Gamer, 2008 | 16-е место в рейтинге Лучших игр ZX Spectrum        |
| Crash             | Лучшие игры всех времен для ZX Spectrum, 23-е место |

Jet Set Willy получила высокие[какие?] оценки компьютерных изданий своего времени и в целом считается одной из классических игр для ZX Spectrum. Фанатами был выпущен целый ряд её ремейков и неофициальных портов. Игра вошла в списки лучших игр для ZX Spectrum по версии различных изданий.